# Paraglyphesis
Paraglyphesis Eskov, 1991 è un genere di ragni appartenente alla famiglia Linyphiidae.

## Distribuzione
Le tre specie oggi attribuite a questo genere sono state reperite nella Russia asiatica.

## Tassonomia
A dicembre 2011, si compone di tre specie:
- Paraglyphesis lasiargoides Eskov, 1991 — Russia
- Paraglyphesis monticola Eskov, 1991 — Russia
- Paraglyphesis polaris Eskov, 1991[3] — Russia